# Neoneura maria
Neoneura maria é uma espécie de libelinha da família Protoneuridae.
É endémica de Cuba.
Os seus habitats naturais são: florestas subtropicais ou tropicais húmidas de baixa altitude e rios.
Está ameaçada por perda de habitat.